# Ключі (Константиновський район)
Ключі (рос. Ключи) — село у Константиновському районі Амурської області Російської Федерації. Розташоване на території українського історичного та етнічного краю Зелений Клин.
Входить до складу муніципального утворення Ключевська сільрада. Населення становить 763 особи (2018).

## Історія
З 25 січня 1944 року підпорядковане Константиновському районі. З 20 жовтня 1932 року входить до складу новоутвореної Амурської області.
З 1 січня 2006 року входить до складу муніципального утворення Ключевська сільрада.

## Населення
| 2002 | 2010 | 2012 | 2013 | 2014 | 2015 | 2016 |
| ---- | ---- | ---- | ---- | ---- | ---- | ---- |
| 972  | ↘812 | ↘795 | ↘780 | ↘771 | ↘755 | ↘753 |
| 2017 | 2018 |      |      |      |      |      |
| ↗754 | ↗763 |      |      |      |      |      |